# Solieria arrata
Solieria arrata är en tvåvingeart som först beskrevs av Robineau-desvoidy 1863.  Solieria arrata ingår i släktet Solieria och familjen parasitflugor.
Artens utbredningsområde är Frankrike. Inga underarter finns listade i Catalogue of Life.